# Liga de fútbol de la Isla de Príncipe
La Liga de fútbol de la Isla de Príncipe es la mayor división de fútbol dentro de la Isla de Príncipe. El campeón de esta liga, obtiene un puesto en el Campeonato nacional de Santo Tomé y Príncipe.
Debido a las condiciones del territorio, todos los partidos se juegan en el Estádio Regional 13 de Junho, ubicado en Santo António, con capacidad para 1000 espectadores.

## Equipos 2018
| - 1º de Maio - Os Operários - Porto Real (São Tomé e Príncipe) | - Sporting Clube do Príncipe - GD Sundy - UDAPB |

## Campeones[1]
| - 1977-82 : Desconocido - 1983 : Sin disputar - 1984-86 : Desconocido - 1987 : Sin disputar - 1988 :Desconocido - 1989 : GD Sundy - 1990 : Os Operários - 1991 : Desconocido - 1992 : Sin disputar - 1993 : Os Operários - 1994-96 : Desconocido - 1997 : Sin disputar - 1998 : Os Operários - 1999 : Porto Real - 2000 : GD Sundy | - 2001 : GD Sundy - 2002 : Sin disputar - 2003 : 1º de Maio - 2004 : Os Operários - 2005 : Sin disputar - 2006 : Sin disputar - 2007 : UDAPB - 2008 : Sin disputar - 2009-10 : GD Sundy - 2011 : Sporting Clube do Principe - 2012 : Sporting Clube do Principe - 2013 : Porto Real - 2014 : Porto Real - 2015 : Sporting Clube do Principe - 2016 : Sporting Clube do Principe - 2017 : Os Operários |

### Palmarés por equipo
| Equipo                     | Veces campeón | Años                         |
| -------------------------- | ------------- | ---------------------------- |
| Os Operários               | 5             | 1990, 1993, 1998, 2004, 2017 |
| Sporting Clube do Principe | 4             | 2011, 2012, 2015, 2016       |
| Porto Real                 | 4             | 1999, 2013, 2014, 2023       |
| Sundy                      | 3             | 2000, 2001, 2009-10          |
| 1º de Maio                 | 1             | 2003                         |
| UDAPB                      | 1             | 2007                         |